# Eriko Arakawa
Eriko Arakawa (荒川 恵理子 Arakawa Eriko?), född 30 oktober 1979, är en japansk fotbollsspelare.
Eriko Arakawa spelade 72 landskamper för det japanska landslaget. Hon deltog bland annat i fotbolls-VM 2003, fotbolls-VM 2007, OS 2004 och OS 2008.